# Zoila rosselli
Zoila rosselli is een slakkensoort uit de familie van de Cypraeidae. De wetenschappelijke naam van de soort is voor het eerst geldig gepubliceerd in 1948 door Cotton.